# Radu Mihnea
Radu Mihnea (ur. 1586, zm. 1626) – hospodar wołoski w latach 1611–1616 i 1620–1623, hospodar mołdawski w latach 1616–1619 i 1623–1626, z dynastii Basarabów.
Był nieślubnym synem hospodara wołoskiego Mihnei Poturczeńca. Popierany przez Imperium Osmańskie kandydat do tronu wołoskiego po śmierci Michała Walecznego. Kilkakrotnie później występujący ze staraniami do tronu, który należał do Radu Serbana, zdołał go opanować dzięki interwencji osmańskiej w 1611. W 1616 z woli sułtana został przeniesiony na tron mołdawski, w 1620 z powrotem na wołoski i wreszcie w 1623 jeszcze raz na mołdawski (przy czym w tym okresie tron wołoski objął jego syn Aleksander Dziecię, a zatem faktycznie sprawował władzę w obu krajach). Okres jego rządów, całkowicie zależnych od Stambułu, zaznaczył się m.in. mianowaniem na wysokie stanowiska w obu krajach bojarów greckich w miejsce możnowładców lokalnych, a także powrotem wpływów tureckich, czasowo wypartych przez Michała Walecznego.
Pochowany w monasterze Wojewody Radu w Bukareszcie, który odbudowywał w okresie swoich rządów na Wołoszczyźnie.